# Rückersköld
Rückersköld var en svensk adelsätt som tidigare hette Rücker.
Stamfader för ätten är Joakim Rücker som var medicus åt Gustav II Adolf och som inkallats till Sverige från Brandenburg i början av dennes regeringstid. Han var gift med Anna Rut, en dotter till Peder Nilsson, befallningsman över Södermanland och undertecknare av beslutet från Uppsala möte. Deras son Reinhold Rücker den äldre (1624-1714) var handelsman i Hedemora, och fick i sitt senare äktenskap med Anna Holstenia sonen Reinhold Rücker den yngre. Anna Holstenia var dotter till magister Jonæ Holstenius som var kyrkoherde i Husby.
Den yngre Reinhold Rücker (född 1690) var hovrättsråd, och adlades 1751 med namnet Rückersköld. Släkten introducerades på Riddarhuset året därpå på nummer 1937. Han var gift två gånger. Första äktenskapet ingicks 1720 med Anna Margareta Lindebom, dotter till häradshövding Jonas Boëtius Lindebom och Elisabeth von Borgen. Han gifte om sig 1723 sedan han blivit änkling, med Emerentia Polhem som under sin samtid gjort sig ett namn som utgivare av svenska rim. Hon var dotter till den berömde Christopher Polhem och Maria Hoffman. En dotter i det senare äktenskapet var Anna Maria Rückerschöld.